# Shinji Aoyama
Pour les articles homonymes, voir Aoyama.
Shinji Aoyama (青山 真治, Aoyama Shinji) est un réalisateur et écrivain japonais, né le 13 juillet 1964 à Kitakyūshū et mort le 21 mars 2022 à Tokyo. Son nom est associé à la nouvelle vague de Rikkyō.

## Biographie
Shinji Aoyama débute en réalisant des films en 8 mm. Il entre à l'université Rikkyō où il suit les cours de critique du cinéma de Shigehiko Hasumi. À sa sortie, il fait ses premiers pas dans la profession comme assistant perchman, puis devient assistant réalisateur et travaille entre autres avec Kiyoshi Kurosawa sur Le Gardien de l'enfer (1992) et Daniel Schmid sur Visage écrit (1995). En deux ans, il réalise quatre films Helpless (1996), Deux voyous (1996), Wild Life (1997) et Une obsession (1997) qui sont sélectionnés dans plusieurs festivals.
Shinji Aoyama s'investit aussi comme critique aux Cahiers du Cinéma Japon et à Esquire Japan.
En 2000, Eureka produit par Takenori Sentō est présenté en compétition au Festival de Cannes. Il obtient le Prix FIPRESCI et le prix du Jury œcuménique.
En 2001, il publie également son premier roman, tiré de son film Eureka. Il remporte le Prix Mishima pour ce livre.
Shinji Aoyama meurt le 21 mars 2022  d'un cancer de l'œsophage dans un hôpital de Tokyo,.

### Vie privée
Shinji Aoyama s'est marié à l'actrice Maho Toyota (en), rencontrée sur le tournage de Desert Moon, en juillet 2002.

## Filmographie

### Comme réalisateur

#### Longs métrages de fictions
- 1996 : Helpless
- 1996 : Deux voyous (チンピラ, Chinpira?)[7]
- 1997 : Wild Life
- 1997 : Une obsession (冷たい血, Tsumetai chi?)
- 1999 : Shady Grove (シェイディー・グローヴ, Sheidii gurovu?)
- 1999 : EM Embalming (EM エンバーミング, EM enbāmingu?)
- 2000 : Eureka (ユリイカ, Yurīka?)
- 2001 : Desert Moon (月の砂漠, Tsuki no sabaku?)
- 2004 : Lakeside Murder Case (レイクサイド マーダーケース, Reikusaido mādā kēsu?)
- 2005 : My God, My God, Why Hast Thou Forsaken Me? (エリ・エリ・レマ・サバクタニ, Eli, eli, lema sabachthani?)
- 2006 : Criquets (こおろぎ, Kōrogi?)[8]
- 2007 : Sad Vacation (サッド ヴァケイション, Saddo vakeishon?)
- 2011 : Tokyo Park (東京公園, Tokyo koen?)
- 2013 : Backwater (共喰い, Tomogui?)[9]
- 2020 : Sora ni sumu (空に住む?)

#### Courts et moyens métrages de fictions
- 2001 : Jésus dans les décombres (焼跡のイエス, Yakeato no Iesu?)
- 2003 : Like a Desperado under the Eaves (軒下のならず者みたいに, Nokishita no narazumono mitai ni?)
- 2008 : Le Petit Chaperon rouge
- 2011 : 60 Seconds of Solitude in Year Zero (un segment d'une minute du film collectif)

#### Documentaires
- 1999 : At the Edge of Chaos (June 12, 1998) (June 12, 1998 -カオスの緑-?)
- 2000 : Vers l'allée (路地へ 中上健次の残したフィルム, Roji e: Nakagami Kenji no nokoshita firumu?)
- 2003 : Song of Ajima (あじまぁのウタ 上原知子・天上の歌声, Ajimā no uta: Uehara Tomoko, tenjō no utagoe?)
- 2006 : AA, documentaire en six chapitres sur le critique musical Aquirax Aida (ja) :
  - De l'aube du temps, 54’
  - Les retours de l'aube, 77’
  - L'intemporel, les ruines et le miroir, 81’
  - Je vais déjeuner, 77’
  - Ce voyage ne connaît pas de fin, 79’
  - Pour ceux qui viendront, 75’

#### Vidéos
- 1995 : Kyōkasho ni nai! (教科書にないッ!?)
- 1996 : Waga mune ni kyōki ari (我が胸に凶器あり?)

#### Télévision
- 2002 : La Forêt sans nom (あじまぁのウタ 上原知子－天上の歌声, Shiritsu tantei hama maiku: Namae no nai mori?)[10]

### Comme acteur
- 1999 : Vaine Illusion (大いなる幻影, Ōinaru gen'ei?) de Kiyoshi Kurosawa
- 2001 : Chloé (クロエ, Kuroe?) de Gō Rijū (ja) : Kitano

## Distinctions

### Récompenses
- Festival de Cannes :
  - Eureka remporte le Prix FIPRESCI du Festival de Cannes[3] et le prix du jury œcuménique en 2000
- Festival international du film de Locarno :
  - Shinji Aoyama est récompensé d'un Léopard d'or spécial du jury pour sa carrière et pour le film Tokyo Park en 2011[11],[12]
  - Tomogui remporte le premier prix du jury junior en 2013[13]

- Japanese Professional Movie Awards :
  - Prix du meilleur film pour Helpless et prix du meilleur nouveau réalisateur pour Helpless et Deux voyous en 1996[14]

### Nominations et sélections
- Festival de Cannes :
  - Eureka est sélectionné en compétition pour la Palme d'or en 2000[2]
  - Desert Moon est sélectionné en compétition pour la Palme d'or en 2001[15]
  - My God, My God, Why Hast Thou Forsaken Me? est sélectionné en section Un certain regard en 2005[16]
- Festival international du film de Locarno :
  - Tokyo Park est sélectionné en compétition pour le Léopard d'or en 2011[11]
  - Tomogui est sélectionné en compétition pour le Léopard d'or en 2013[17]

### Interviews
- (en) Nicholas Rucka, « Interview de Shinji Aoyama », Midnight Eye (consulté le 9 janvier 2007)
- (fr) Interview de Shinji Aoyama, à l'occasion de la sortie de Sad Vacation, Cahiers du Cinéma, 2007